# Vilna Ukraiina, Hola Prîstan
Vilna Ukraiina (în ucraineană Вільна Україна) este un sat în comuna Krasnoznameanka din raionul Hola Prîstan, regiunea Herson, Ucraina.

## Demografie
Componența lingvistică a localității Vilna Ukraiina
     Rusă (85,71%)
     Ucraineană (14,29%)
Conform recensământului din 2001, majoritatea populației localității Vilna Ukraiina era vorbitoare de rusă (85,71%), existând în minoritate și vorbitori de ucraineană (14,29%).